# Bernard de Mandeville

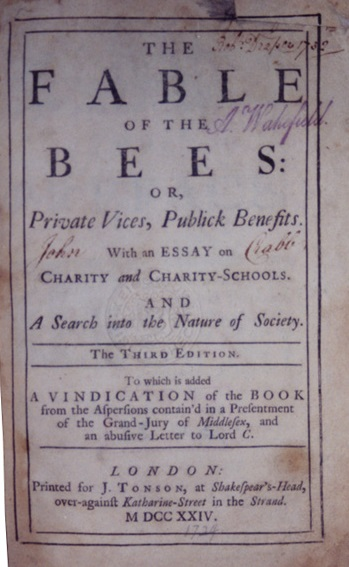
The Fable of The Bees, trzecie wydanie – rok 1724

Bernard de Mandeville (ur. 15 listopada 1670, zm. 21 stycznia 1733) – filozof, ekonomista, myśliciel polityczny i satyryk. Urodzony w Holandii, lecz większość życia spędził w Anglii. Znany jest ze swojej "Bajki o Pszczołach" (The Fable of the Bees).

## Życiorys
Mandeville urodził się 15 listopada 1670 roku, niedaleko Rotterdamu w Holandii. Jego ojciec był cenionym lekarzem. Uczył się w szkole założonej niegdyś w Rotterdamie przez Erazma. Szybko zaczął publikować własne prace medyczne: Oratio scholastica de medicina (1685), i w roku 1689 teza: De brutorum operationibus, w której bronił poglądu Kartezjusza o automatyzmie wśród zwierząt. W roku 1691 uzyskał uprawnienia lekarskie i tytuł naukowy. Wyjechał do Anglii i szybko nauczył się języka tak dobrze, że wielu Anglików nie wierzyło, iż jest on Holendrem. Ojciec Bernarda uciekł z Rotterdamu już w roku 1690 ze względu na zamieszanie w aferę podatkową holenderskiego polityka Costermana i związane z tym zamieszki. Syn również mógł być uwikłany w sprawę.
Był bardzo ceniony jako lekarz, a jego publikacje dobrze opłacane. Jako dobrego kompana w dyskusji docenił go Lord Macclesfield (brytyjski chief justice – jeden z głównych sędziów od 1710 do 1718), i przedstawił Holendra Josephowi Addisonowi, którego Mandeville nazywał "a parson in a tye-wig". Mandeville zmarł na grypę 21 stycznia 1733 roku w dzielnicy Londynu Hackney.
Mało wiadomo o prywatnym życiu czy pochodzeniu Mandeville'a. Nazwisko Mandeville sugeruje francuskie korzenie, lecz rodzina mieszkała w Holandii od XVI wieku. Nic nie wiadomo o jego związkach z XIV-wiecznym Anglikiem (Sir John Mandeville).

## "Bajka o pszczołach"
W roku 1705 opublikował długi poemat: The Grumbling Hive, or Knaves Turn'd Honest (Brzęczący pień, lub łotry stają się uczciwi). W roku 1714 wydano go po raz drugi jako główną część dzieła filozoficznego: Fable of the Bees: or, Private Vices, Publick Benefits (Bajka o pszczołach, czyli wady prywatne – zyskiem publicznym), zawierające także uwagi do artykułów prasowych i wydarzeń, a także esej: An Enquiry into the Origin of Moral Virtue (Badanie dotyczące przyczyn Moralności). W roku 1723 nastąpiła kolejna edycja, do której Mandeville dołączył nowy esej: An Essay on Charity and Charity Schools (Esej o filantropii i szkołach charytatywnych) i A Search into the Nature of Society (Poszukiwania natury społeczeństwa). Dzieła te były zwalczane przez wielu. Atakowali je między innymi: biskup George Berkeley i William Law, autor The Serious Call. A w 1729 zorganizowano śledztwo w sprawie rzekomych niemoralnych tendencji dzieła. Oburzano się krytyką szkół charytatywnych, które w swym zamyśle miały "uczyć biedaków moralności". Mandeville nie zgadzał się z poglądem, że biedni są mniej moralni od bogatych i uważał też, że uczenie biednych abstrakcyjnych przedmiotów wzmaga u nich pożądanie dóbr materialnych, co nie zgadza się ze skromnością propagowaną przez szkoły.
Bajka o pszczołach powstała jako satyra na Anglię roku 1705, kiedy to Torysi oskarżali księcia Marlborough i ministerstwo, krytykując zarówno urzędników za złe ich zdaniem prowadzenie wojny z Hiszpanią, a zwłaszcza styl życia księcia opływającego w dostatki. W The Grumbling Hive Mandeville opisuje społeczność pszczół, które postanawiają szukać moralności i cnoty i zatracają pożądliwość rzeczy materialnych. Przez brak tej wady, która w sensie publicznym jest zaletą (chcesz mieć -i.e. dbasz i rozwijasz się) tracą swój dom, czyli brzęczący pień. Edycja z roku 1723 była przedstawiana jako krytyka sądów Middlesex (Grand Jury of Middlesex) i osądzana od czci i wiary w: London Journal przez dziennikarza o pseudonimie "Theophilus Philo-Britannus". Atakowali ją też Archibald Campbell (1691–1756) w swej Aretelogia (którą, zresztą przywłaszczył sobie Alexander Innes i opublikował pod własnym nazwiskiem w 1728), przez Campbella w 1733 roku (Enquiry into the Original of Moral Virtue). Bajka nadal była popularna mimo tych ataków (a może też częściowo dzięki nim) Fable... wydano znów w 1729, a w roku 1755 wyszła dziewiąta edycja tego dzieła (nieprawdopodobny sukces wydawniczy jak na XVIII wiek). Ciągle budziła zachwyt jednych, a kontrowersje drugich. George Berkeley zaatakował ją w swym dialogu Alciphron (1732) a John Brown w swych: Essay upon Shaftesbury's Characteristics (1751).
Premier (1721–1742) Robert Walpole prawdopodobnie znał treść i tezy dzieł Mandeville'a, ponieważ jego rządy funkcjonowały według podobnych zasad; tj.: korupcja przynosząca ład w kraju i dostatek dla wszystkich.

## Idea
Poglądy Mandeville'a były odbierane często jako obraźliwe, ponieważ znosiły klarowny podział na "wyższe" i "niższe" zachowania ludzkie. Wnioskiem z tej filozofii płynącym jest bowiem, że tak zwane "wyższe" czy lepsze życie to fikcja wykreowana przez butnych filozofów-idealistów. "Higher life of man" zostało, zdaniem Mandeville'a wymyślone przez filozofów, a następnie przez nich i władców zaadaptowane, by uprościć relacje władz i społeczeństwa. Cnota (virtue) według Mandeville'a to każde działanie sprzeczne z odruchem natury, a które człowiek świadomie podejmuje, by inni na tym skorzystali, a także mając na celu bycie dobrym ("every performance by which man, contrary to the impulse of nature, should endeavour the benefit of others, or the conquest of his own passions, out of a rational ambition of being good"). Wady to zdaniem holenderskiego filozofa, działania z myślą o sobie ("self-regarding actions"). Jak widać, filozofia ta wytycza dość łatwą drogę dla rozwoju społeczeństw, byleby nie przejmować się za bardzo ideami filozofów-moralistów (tj. Locke'a czy Berkeleya raczej niż sceptycznych Smitha i Hume'a). W pewnych aspektach Mandeville nawiązuje do idei, które głosił (a właściwie wyznał ich praktykowanie) Machiavelli. W nauce o moralności Mandeville był kontynuatorem idei Hobbesa i Locke’a.

### Wady prywatne – zysk publiczny
Tak jak potem Adam Smith, Mandeville był pewny, że to działania jednostek niosą z sobą dobro publiczne. Smith wierzył jednak w cnotliwość własnego interesu ("virtuous self-interest"), która powoduje powstanie niewidzialnej współpracy. Mandeville wierzył w to, że właśnie na wadach można budować dobry i skuteczny system ekonomiczny. Poprzedzał on w dużym stopniu Smithowskie laissez-faire. Zasługą Mandeville'a jest to, że w świecie zdominowanym przez filozoficzny dualizm rozumu i emocji wykazał, że drugie mogą służyć pierwszemu i że emocje nie są czymś złym jeśli się je wykorzysta dla dobra publicznego.
W Bajce o pszczołach Mandeville pokazuje, że zanik miłości samego siebie czy egoizmu równa się społecznemu marazmowi i apatii. Poszukiwanie cnót nie wnosi nic pozytywnego, a odwraca uwagę od wad, które można by wykorzystać. Mandeville uważał, że: "wartości moralne są tym samym dla polityki czym pochlebstwo dla dumy" ("The moral virtues are the political offspring which flattery begot upon pride") tak dociera on do paradoksu, że prywatne wady są zyskiem dla społeczności.
Mandeville argumentuje, że nawet najwstrętniejsze wady niosą z sobą dobro publiczne. Za przykład podaje libertyna, jako człowieka pełnego wad, który jednak pozwala istnieć krawcom, kucharzom i innym pracownikom, którym w dodatku płaci za usługę. A więc libertyn przysługuje się społeczeństwu. Podobnymi argumentami posługiwali się niektórzy filozofowie angielscy za Karola II.

### Podział pracy
Mandeville był pierwszym myślicielem, który ukuł pojęcie: "podział pracy" (Division of labour), przygotowując znów grunt dla Adama Smitha.

## Wpływ
Autor z pewnością nie miał zamiaru obalać moralności, lecz raczej poszerzać jej horyzonty. Kontrowersje budziły jego książki o chrześcijaństwie, mimo iż nie atakowały bezpośrednio Free Thoughts on Religion (1720) i An Enquiry into the Origin of Honour and the Usefulness of Christianity (1732). W swej A priori and a posteriori dowodzi, ze wszystkie prawa ustanowione były rezultatem egoistycznych dążności silnych ("selfish aggrandizement") i zapewniania sobie ochrony przez słabych.
Ironiczne paradoksy Mandeville'a są interesujące jako opozycja wobec "przyjemnej moralności" Shaftesbury'ego, i jako inne podejście do spraw egoizmu niż mieli Thomas Hobbes i Helvétius. Z pewnością Mandeville to jeden z najbardziej oryginalnych i bystrych umysłów XVIII stulecia. Pełnymi garściami czerpał z niego David Hume, który również zastanawiał się and związkiem między prawami i potrzebami a egoizmem, jak i później Jeremy Bentham, twórca utylitaryzmu (utilitarianism), głoszącego prymat użyteczności nad innymi motywami działań ludzkich.

## Dzieła
- Typhon: a Burlesque Poem (1704)
- Aesop Dress'd, or a Collection of Fables writ in Familiar Verse (1704)
- The Planter's Charity (1704)
- The Virgin Unmasked (1709, 1724, 1731, 1742), o ciemnej stronie natury ludzkiej.
- Treatise of the Hypochondriack and Hysterick Passions (1711, 1715, 1730), dzieło to podziwiał Samuel Johnson (Mandeville omawia tu medyczne metody, które głosili John Locke i Thomas Sydenham)
- The Fable of the Bees (1714)
- Free Thoughts on Religion (1720)
- A Modest Defence of Publick Stews (1724)
- An Enquiry into the Causes of the Frequent Executions at Tyburn (1725)
- The Origin of Honour and the Usefulness of Christianity in War (1732).

Dzieła błędnie mu przypisywane to: The World Unmasked (1736) i Zoologia medicinalis hibernica (1744).

## Literatura dodatkowa
- Leslie Stephen, English Thought in the Eighteenth Century.
- Alexander Bain, Moral Science.
- JM Robertson, Pioneer Humanists (1907).
- P Sakmann, Bernard de Mandeville und die Bienenfabel-Controverse (Freiburg, 1897).